# Bellevalia hyacinthoides
Bellevalia hyacinthoides là một loài thực vật có hoa trong họ Măng tây. Loài này được (Bertol.) K.Perss. & Wendelbo mô tả khoa học đầu tiên năm 1979.